# Winge

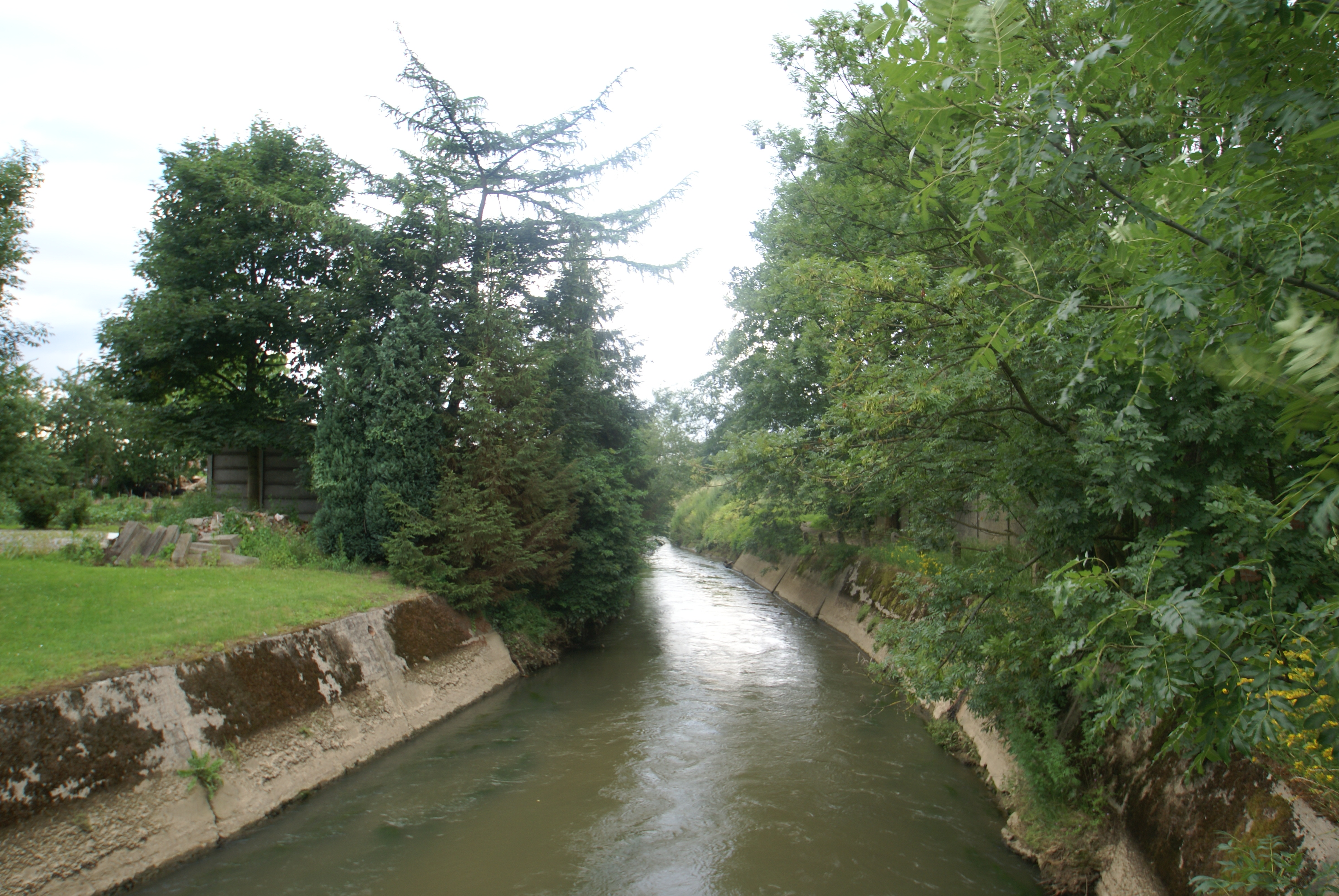
De Winge in Rotselaar

De Winge is een beek en zijrivier van de Demer. Ze ontspringt ten zuiden van Kiezegem in de gemeente Tielt-Winge en stroomt via Holsbeek en Rotselaar naar Werchter, waar ze uitmondt in de Demer.
Op de plaats waar de Winge en de Kleine Leibeek samenvloeien, staat de Uithemmolen.